# Janina Płoska
Janina Płoska (* 1880 in Janów Podlaski; † 1945 in Trzepowo) war eine polnische Malerin des Naturalismus. 

## Leben und Werk
Płoska lernte das Malen bei Feliks Słupski und Czesław Tański. Später ging sie nach Płock. Sie fand ihren Stil im Naturalismus, nachdem sie mit dem Historismus, Realismus und dem Jugendstil experimentiert hatte. Sie stellte insbesondere in Płock aus, viele gelangten auch nach Warschau. Nach dem Tod ihre Ehemannes zog sie nach Trzepowo unweit von Płock. Ein großer Teil ihrer Werke wurde während des Zweiten Weltkriegs zerstört. 

## Bibliografie
- Ryszkiewicz A. Polska bibliografia sztuki 1801–1944. T. 1, Malarstwo polskie. Cz. 2, Malarze L-Ż, Zakład Narodowy im. Ossolińskich – Wydawnictwo Polskiej Akademii Nauk Wrocław 1976

| Personendaten    | Personendaten     |
| ---------------- | ----------------- |
| NAME             | Płoska, Janina    |
| KURZBESCHREIBUNG | polnische Malerin |
| GEBURTSDATUM     | 1880              |
| GEBURTSORT       | Janów Podlaski    |
| STERBEDATUM      | 1945              |
| STERBEORT        | Trzepowo          |